# Oncopsis nitobei
Oncopsis nitobei är en insektsart som beskrevs av Matsumura 1912. Oncopsis nitobei ingår i släktet Oncopsis och familjen dvärgstritar. Inga underarter finns listade i Catalogue of Life.